# Oncholaimus viridis
Oncholaimus viridis är en rundmaskart som beskrevs av Bastian 1865. Oncholaimus viridis ingår i släktet Oncholaimus och familjen Oncholaimidae. Arten är reproducerande i Sverige. Inga underarter finns listade i Catalogue of Life.